# الدافنية
الدافنية منطقة من مناطق مدينة مصراتة وزليتن  تقع في الناحية الغربية للمدينة، تشتهر بمزارعها الخضراء، عثر فيها على مقابر على الطراز البونيقي والروماني.